# DL Motor
Die DL Motor Co. Ltd. war ein britischer Automobilhersteller in Motherwell (North Lanarkshire). Zwischen 1913 und 1916 wurden dort Kleinwagen gebaut.
Der DL 8 hp erschien 1913 und besaß einen Vierzylinder-Reihenmotor. Sein Radstand betrug 2438 mm.
1915–1916 wurde der etwas größere DL 10/12 hp, auch DL 11.9 hp genannt, angeboten. Sein Vierzylindermotor hatte einen Hubraum von 1,3 bis 1,35 l. Der Radstand betrug 2438 mm oder 2896 mm.
Nach dem Ersten Weltkrieg konnte die Marke nicht wiederbelebt werden.

## Modelle
| Modell             | Bauzeitraum | Zylinder | Hubraum       | Radstand     |
| ------------------ | ----------- | -------- | ------------- | ------------ |
| 8 hp               | 1913        | 4 Reihe  |               | 2438 mm      |
| 10/12 hp / 11,9 hp | 1915–1916   | 4 Reihe  | 1307–1346 cm³ | 2438–2896 mm |

## Quelle
- David Culshaw & Peter Horrobin: The Complete Catalogue of British Cars 1895–1975. Veloce Publishing plc. Dorchester (1999).  ISBN 1-874105-93-6